# Station Spånga
Spånga is een station in Västerort in de gemeente Stockholm aan de Mälarbanan, op 11,3 km van het centraal station van Stockholm. 

## Geschiedenis
Het eerste station op deze locatie werd op 15 december 1876 geopend door de Stockholm-Västerås-Bergslagen Järnväg. In het begin stopten hier zowel langeafstandstreinen als lokale treinen naar Kungsängen. In 1888 werd Spånga een aftakking van de Mälarbanen voor de  lijn richting Lövsta en . In 1908Hässelby villastad werd een nieuw stationsgebouw gebouwd naar een ontwerp van architect Erik Lallerstedt. Dit gebouw werd in 1975 gesloopt en vervangen door een golfplaten  gebouw boven het spoor. In verband met de uitbouw van Mälarbanan naar vier sporen zullen renovaties plaatsvinden.

## Ligging en inrichting
De stationshal met kaartverkoop bevindt zich aan de zuidkant van het eilandperron  en is toegankelijk vanaf een loopbrug tussen de woonwijk Solhöjden en Spånga Stationsplan. Het perron kreeg een perronkap tijdens de uitbouw van de lijn. Het aantal reizigers op een gemiddelde winterdag bedraagt 7.900. Aan de kant van Spånga is er een busstation voor bussen binnen Västerort en naar nabijgelegen gebieden, evenals nachtbuslijn. Het aantal instappers in de bussen ligt rond de 8.100 per weekdag.